# Anastas N. Michos
Anastas N. Michos (* 26. November 1956) ist ein US-amerikanisch-griechischer Kameramann.

## Leben
Anastas N. Michos Karriere beginnt 1987 mit seinem ersten Einsatz bei der Kameraführung von Eddie Murphy Raw. In den folgenden Jahren der 90er war Michos hauptsächlich für die Kameraführung (Steadicam) verantwortlich. Während dieser Zeit arbeitete er bei Filmen wie Geboren am 4. Juli, Rocky V und Gilbert Grape – Irgendwo in Iowa. Erst gegen Ende des Jahrzehnts schaffte er es, sich zum selbstständigen Kameramann hochzuarbeiten. Mit Die Indianersommer – Abenteuer des Indianerjungen Little Tree folgte 1997 der erste Film als eigenständiger Kameramann und es folgten bis heute Filme wie Der Mondmann, Mona Lisas Lächeln und Die Vergessenen. Bei Shine a Light von Martin Scorsese übernahm Michos 2008 nach über neun Jahren Pause wieder die Kameraführung bei einem Projekt.
Michos hat neben der griechischen auch die US-amerikanische Staatsbürgerschaft und wohnt sowohl in Athen als auch in New York.

## Filmografie (Auswahl)
- 1987: Eddie Murphy Raw (Kameraführung)
- 1989: Geboren am 4. Juli (Born on the Fourth of July) (Kameraführung)
- 1990: Rocky V (Kameraführung)
- 1992: Kevin – Allein in New York (Home Alone 2: Lost in New York) (Kameraführung)
- 1993: Gilbert Grape – Irgendwo in Iowa (What’s Eating Gilbert Grape) (Kameraführung)
- 1996: Larry Flynt – Die nackte Wahrheit (The People vs. Larry Flynt) (Kameraführung)
- 1996: Kopf über Wasser (Head Above Water) (Kameraführung)
- 1997: Die Indianersommer – Abenteuer des Indianerjungen Little Tree (The Education of Little Tree)
- 1999: Der Mondmann (Man on the Moon)
- 1999: The Big Kahuna – Ein dicker Fisch (The Big Kahuna)
- 2000: Glauben ist alles! (Keeping the Faith)
- 2001: Schlimmer geht’s immer! (What’s the Worst That Could Happen?)
- 2002: Tötet Smoochy (Death to Smoochy)
- 2003: Der Appartement Schreck (Duplex)
- 2003: Mona Lisas Lächeln (Mona Lisa Smile)
- 2004: Die Vergessenen (The Forgotten)
- 2006: Das Gesicht der Wahrheit (Freedomland)
- 2007: Verführung einer Fremden (Perfect Stranger)
- 2008: Cadillac Records
- 2008: The Women – Von großen und kleinen Affären (The Women)
- 2008: Untraceable
- 2008: Shine a Light (Kameraführung)
- 2009: After.Life
- 2011: Jumping the Broom
- 2012: Columbus Circle
- 2013: Texas Chainsaw 3D
- 2013: Black Nativity
- 2013: Liebe im Gepäck (Baggage Claim)
- 2017: The Keeping Hours
- 2018: The Kissing Booth
- 2018: The First Purge
- 2020: The Kissing Booth 2
- 2020: The Empty Man
- 2021: The Kissing Booth 3
- 2021: This Is the Night
- 2022: Guillermo del Toro’s Cabinet of Curiosities (Fernsehserie, 1 Folge)